# Культурна гнучкість
Культурна гнучкість (англ. cultural agility) — це здатність ефективно взаємодіяти, адаптуватися та досягати успіху в багатокультурному середовищі. Це одна з ключових компетенцій у глобалізованому світі, яка дозволяє людям та організаціям долати культурні бар'єри, уникати непорозумінь і будувати плідні міжкультурні відносини.

## Історія
Ідея культурної гнучкості виникла на перетині досліджень в галузях соціальної психології, міжкультурної комунікації та глобального менеджменту. Основи концепції були закладені в середині XX століття під час досліджень адаптації людей до нових культурних середовищ.
У 1980–1990-х роках культурна гнучкість почала вивчатися в рамках міжнародного бізнесу як ключова характеристика успішних керівників транснаціональних компаній. У 2000-х термін набув популярності в навчанні, менеджменті персоналу та освітніх програмах для студентів.

## Етимологія
Термін cultural agility походить з англійської мови. Слово agility означає «спритність», «гнучкість», «здатність до швидкої адаптації». У поєднанні з cultural, воно відображає здатність ефективно взаємодіяти в культурно різноманітному середовищі. В українській мові часто вживаються переклади: «культурна гнучкість», «культурна адаптивність», «міжкультурна спритність».

## Автори
Одним із провідних дослідників культурної гнучкості є доктор Пола Калліган (англ. Paula Caligiuri), професорка міжнародного бізнесу з Університету Північно-Східної Бостонської школи бізнесу. Вона авторка книг Cultural Agility (2012) та Build Your Cultural Agility (2021), в яких узагальнено наукові підходи до розвитку цієї компетенції.
Іншими впливовими дослідниками є Герт Хофстеде, Фонс Тромпенаарс, Едвард Т. Холл, чиї праці стали основою для розуміння міжкультурної адаптації.

## Сутність
Культурна гнучкість передбачає наявність трьох ключових складників:
1. Культурна обізнаність — розуміння різноманітності культур;
2. Культурна адаптивність — здатність змінювати власні дії згідно з контекстом;
3. Міжкультурна ефективність — успішне досягнення цілей в новому середовищі.

Ця компетенція проявляється у вмінні слухати, уникати стереотипів, читати невербальні сигнали, будувати довіру та ефективно комунікувати з представниками інших культур.

## Сучасне використання
Культурна гнучкість є однією з головних м'яких навичок для фахівців, які працюють у глобальному середовищі. Її значення зросло у XXI столітті у зв'язку з поширенням віддаленої роботи, міжнародних проєктів, освітніх обмінів.
Компанії включають оцінку культурної гнучкості до процесів підбору персоналу та підготовки до міжнародних призначень.